# Handel hurtowy

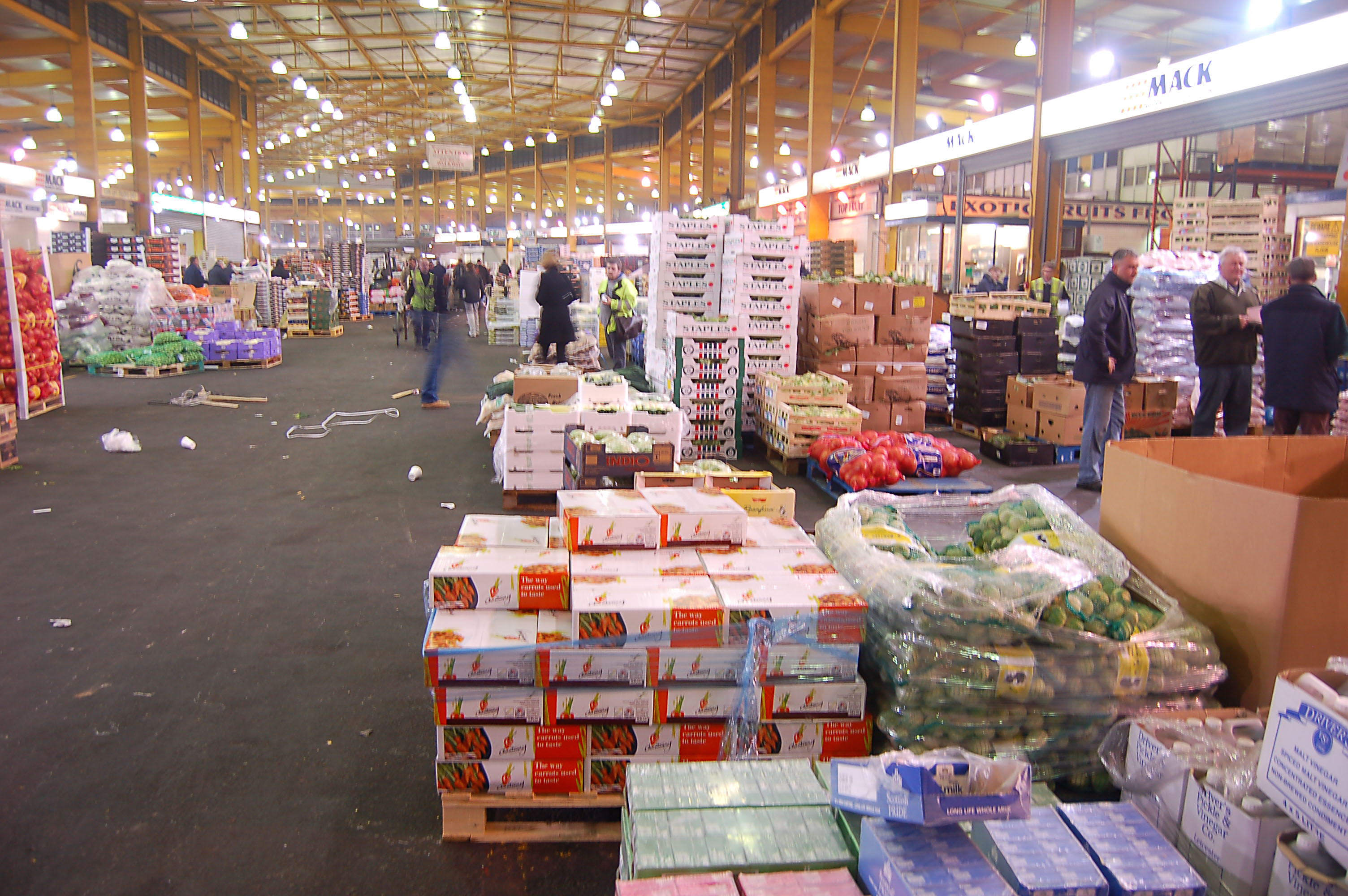
Centrum handlu hurtowego w Birmingham

Handel hurtowy (handel en gros, ang. wholesale trade) – handel po cenach hurtowych.
Hurt stanowi zakup dużych ilości towarów, ich niewielką obróbkę, np. sortowanie czy paczkowanie, a następnie ich odsprzedaż, najczęściej detalistom za pomocą odpowiedniej sieci handlowej.
Jego najważniejszymi zadaniami są:
- prawidłowe zaopatrzenie placówek detalicznych,
- dbałość o odpowiednią jakość towarów i ochrona ich wartości użytkowych,
- organizowanie przebiegów towarowych,
- wyrównywanie dysproporcji w czasie między wytworzeniem a sprzedażą towarów (m.in. poprzez magazynowanie),
- współpraca z producentami w zakresie kształtowania dostaw zgodnych ze strukturą popytu.

Realizując te zadania hurt spożywczy pełni następujące funkcje:
- przekształca asortyment produkcyjny w handlowy przez kompletowanie dostaw pod względem asortymentowym,
- pokonuje różnice w czasie między produkcją a sprzedażą detaliczną przez przechowywanie produktów spożywczych,
- pokonuje różnice w przestrzeni między producentami żywności a konsumentami.

Obrót hurtowy może mieć formę:
- obrotu składowego – towary są okresowo przechowywane w magazynach hurtowych
- obrotu tranzytowego – kiedy towar przechodzi bezpośrednio od producentów do detalu